# Бучумень (Келераш)
Бучумень, Бучумені (рум. Buciumeni) — село у повіті Келераш в Румунії. Адміністративно підпорядковане місту Будешть.
Село розташоване на відстані 32 км на південний схід від Бухареста, 73 км на захід від Келераші.

## Населення
За даними перепису населення 2002 року у селі проживали 702 особи. Рідною мовою 701 особа (99,9%) назвала румунську.
Національний склад населення села:
| Національність | Кількість осіб | Відсоток |
| -------------- | -------------- | -------- |
| румуни         | 433            | 61,7%    |
| цигани         | 268            | 38,2%    |